# Calycera eryngioides
Calycera eryngioides är en calyceraväxtart som beskrevs av Esprit Alexandre Remy. Calycera eryngioides ingår i släktet Calycera och familjen calyceraväxter. Inga underarter finns listade i Catalogue of Life.